# Ivanec
Ivanec je město v Chorvatsku, ve Varaždinské župě. V roce 2001 zde žilo 14 434 obyvatel.. Administrativně k němu náleží okolních 28 vesnic.

## Části
- Bedenec
- Cerje Tužno
- Gačice
- Gečkovec
- Horvatsko
- Ivanečka Željeznica
- Ivanečki Vrhovec
- Ivanečko Naselje
- Jerovec
- Kaniža
- Knapić
- Lančić
- Lovrečan
- Lukavec
- Margečan
- Osečka
- Pece
- Prigorec
- Punikve
- Radovan
- Ribić Breg
- Salinovec
- Seljanec
- Stažnjevec
- Škriljevec
- Vitešinec
- Vuglovec
- Željeznica